# لي نينغ المحدودة
لي نينغ المحدودة هي علامة صينية رائدة في مجال الأحذية والمعدات الرياضية، لي نينغ من أكثر العلامات الرياضية شعبية في الصين أكثر من العلامات التجارية الأجنبية المنافسة. وترعى الشركة عددا من الرياضيين والفرق في كل من الصين والخارج.
تأسست الشركة في عام 1990 من قبل لاعب الجمباز الاولمبي الصيني السابق لي نينغ.

## وهي الراعي الرسمي لعدة رياضات منها
كرة السلة:
- الولايات المتحدة،إيفان تيرنر
- الولايات المتحدة،دواين وايد

التنس:-
- كرواتيا،إيفان ليوبيسيتش
- كرواتيا،مارين سيليتش

ألعاب القوى:

## روابط خارجية
- Official English website (بالإنجليزية)
- Shop Li Ning (بالإنجليزية)
- Corporate website
- Official English/French website (بالإنجليزية)/(بالفرنسية)
- Li-Ning Badminton website (بالإنجليزية)/(بالفرنسية)

1. 1 2  مذكور في: Global LEI index. الوصول: 17 سبتمبر 2024.
2. ↑  وصلة مرجع: https://www1.hkexnews.hk/listedco/listconews/sehk/2004/0624/ltn20040624009.htm.
3. ↑  وصلة مرجع: https://www1.hkexnews.hk/listedco/listconews/sehk/2004/0624/ltn20040624009_c.htm.
4. ↑  "معلومات عن لي نينغ المحدودة على موقع id.loc.gov". id.loc.gov. مؤرشف من الأصل في 2019-12-14.
5. ↑  "معلومات عن لي نينغ المحدودة على موقع viaf.org". viaf.org. مؤرشف من الأصل في 2019-06-27.

- نبذة من موقع شبكة الصين http://arabic.china.org.cn/business/txt/2010-07/01/content_20396163.htm